# Шестдесет и шести пехотен полк
Шестдесет и шести пехотен полк е български пехотен полк, формиран през 1913 година и взел участие в Междусъюзническата (1913), Първата (1915 – 1918) и Втората световна война (1941 – 1945).

## Формиране и Междусъюзническа война (1913)
Историята на полка започва на 21 май 1913 година, когато във Боровци от 4-та дружина на 2-ри пехотен искърски полк и 4-та дружина на 5-и пехотен дунавски полк се формира Шестдесет и шести пехотен полк. На 30 май 1913 година в полка избухва т.нар. Белоградчишки бунт против войната. Участва в Междусъюзническата война (1913). На 26 юли при „Букова глава“ води няколкодневни ожесточени сражения срещу сръбските войски, където дава много убити и ранени. На 5 август се завръща в Брезник и е разформирован, като Заповеди се отдават до 31 август 1913 година.

## Първа световна война (1915 – 1918)
По време на Първата световна война (1915 – 1918) на 17 ноември 1916 година в Скопие към Планинската дивизия се формира Втори планински пехотен полк от кадър на Допълващия македонски полк. На 1 януари 1918 година е преименуван на Шестдесет и шести пехотен полк. Взема участие във войната, през октомври 1918 се завръща в Кюстендил, на 1 ноември се демобилизира, съществува по мирновременния си щат до 17 май 1919, когато е разформирован.

## Втора световна война (1941 – 1945)
По време на Втората световна война (1941 – 1945) на 19 септември 1942 година полкът е формиран от запасни чинове при 3-ти пехотен бдински полк, подчинен е на 6-а пехтона бдинска дивизия, на 32 септември заминава за Сърбия и се установява на гарнизон в Ниш. През октомври 1943 преминава към щата на охранителните полкове и е преименуван на Шестдесет и шести пехотен охранителен полк. На 16 септември 1944 се завръща във Видин и е разформиран, като до 31 януари 1945 действа Ликвидационен щаб.

## Командири
Званията са към датата на заемане на длъжността.
| № | звание       | име            | дати                     |
| - | ------------ | -------------- | ------------------------ |
|   | Подполковник | Георги Сапов   | Първа световна война     |
|   | Подполковник | Георги Цанев   |                          |
|   | Подполковник | Борис Димитров | 12 май 1942 – 1943       |
|   | Подполковник | Петър Лазаров  | 1943 – 14 септември 1944 |

## Наименования
През годините полкът носи различни имена според претърпените реорганизации:
- Шестдесет и шести пехотен полк (21 май 1913 – 5 август 1913)
- Втори планински пехотен полк (17 ноември 1916 – 1 януари 1918)
- Шестдесет и шести пехотен полк (1 януари 1918 – 17 май 1919)
- Шестдесет и шести пехотен полк (19 септември 1942 – октомври 1943)
- Шестдесет и шести пехотен охранителен полк (октомври 1943 – 16 септември 1944)